# Soneto 13
| «» Soneto 13 |
| --- |
| O! that you were your self; but, love, you are No longer yours, than you your self here live: Against this coming end you should prepare, And your sweet semblance to some other give: So should that beauty which you hold in lease Find no determination; then you were Yourself again, after yourself's decease, When your sweet issue your sweet form should bear. Who lets so fair a house fall to decay, Which husbandry in honour might uphold, Against the stormy gusts of winter's day And barren rage of death's eternal cold? O! none but unthrifts. Dear my love, you know, You had a father: let your son say so. |
| –William Shakespeare |

Soneto 13 é um dos 154 sonetos de William Shakespeare. Trata-se do primeiro "soneto de procriação" em que há uma declaração de amor. Ao longo deste soneto são descritas as mortes na natureza que o inverno traz. A forma com que Shakespeare refere-se ao inverno é semelhante à do Soneto 5 e Soneto 6.

## Traduções
Na tradução de Thereza Christina Roque da Motta,
Ah, se pudesses ser quem és! Mas, amado,
Tens a vida apenas enquanto ela pertence a ti.
Deverias te preparar para um fim tão próximo,
E a outro emprestar o teu doce semblante.
Assim, se a beleza que deténs em vida
Não tiver um fim, então, viverias
Novamente após a tua morte,
Quando a tua doce prole ostentasse a tua doce forma.
Quem poderia ruir uma casa assim tão bela,
Cuja economia em honra se poderia prevenir
Contra o vento impiedoso dos dias frios,
E a estéril fúria do eterno estupor da morte?
Ó, quanto desperdício! Meu caro, sabes
Que tiveste um pai: deixa o teu filho dizer o mesmo.